# Federico Alberto di Anhalt-Bernburg
Federico Alberto di Anhalt-Bernburg (Bernburg, 15 agosto 1735 – Ballenstedt, 9 aprile 1796) è stato un principe tedesco del casato d'Ascania e principe regnante del principato di Anhalt-Bernburg dal 1765 al 1796.

## Vita
Nacque a Bernburg il 15 agosto 1735 come unico figlio maschio del principe Vittorio Federico di Anhalt-Bernburg, dalla sua seconda moglie, Sofia Albertina Federica di Brandeburgo-Schwedt, figlia del margravio Alberto Federico.
Succedette a suo padre come sovrano di Anhalt-Bernburg alla sua morte, nel 1765 e immediatamente cambiò la sua residenza da Bernburg a Ballenstedt.
Il 22 dicembre 1785, confermò l'ingresso del suo stato nel Fürstenbund.
Nel 1788 per suo ordine fu costruito un teatro classico. Fu considerato come "padre della Patria" da parte dei cittadini del suo principato, in primo luogo per le sue buone opere: una delle sue riforme fu quella di dare alle donne influenza giuridica sulla loro eredità. Federico Alberto fu anche il fondatore del Anhaltische Mineraliensammlung.
Morì a Ballenstedt il 9 aprile 1796. Non è chiaro se sia morto a seguito di un incidente di caccia, o se si fosse suicidato.

## Matrimonio e figli

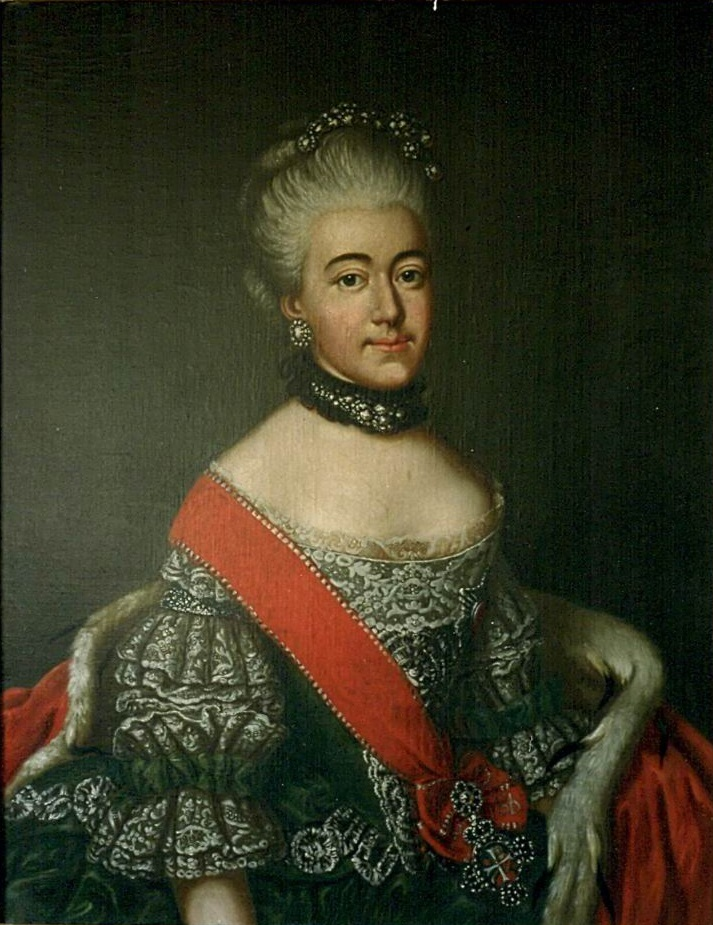
Luisa Albertina di Schleswig-Holstein-Sonderburg-Plön.

Monogramma reale.

Sposò ad Augustenburg il 4 giugno 1763 Luisa Albertina di Schleswig-Holstein-Sonderburg-Plön (Plön, 21 luglio 1748 - Ballenstedt, 2 marzo 1769), figlia del duca Federico Carlo e principessa di Danimarca per nascita in quanto discendente in linea maschile del re Cristiano III di Danimarca. Ebbero due figli:
1. Alessio Federico Cristiano (Ballenstedt, 12 giugno 1767 - Ballenstedt, 24 marzo 1834), principe e dal 1807 Duca di Anhalt-Bernburg.
2. Paolina Cristina Guglielmina (Ballenstedt, 23 febbraio 1769 - Detmold, 29 dicembre 1820), che sposò il 2 gennaio 1796 il principe Leopoldo I di Lippe.

Ebbe anche una figlia illegittima:
1. Auguste von Gröna (+ 8 aprile 1841), sposò Hans August von Rissing (+ 8 aprile 1841).

## Ascendenza
|                                         |                                     |                                                           | Genitori                                            |  |  | Nonni |  |  | Bisnonni                           |  |  | Trisnonni                       |  |
|                                         |                                     |                                                           |                                                     |  |  |       |  |  | Vittorio Amedeo di Anhalt-Bernburg |  |  | Cristiano II di Anhalt-Bernburg |  |
|                                         |                                     |                                                           |                                                     |  |  |       |  |  | Vittorio Amedeo di Anhalt-Bernburg |  |  | Cristiano II di Anhalt-Bernburg |  |
|                                         |                                     | Eleonora Sofia di Schleswig-Holstein-Sonderburg           |                                                     |  |  |       |  |  | Vittorio Amedeo di Anhalt-Bernburg |  |  |                                 |  |
| Carlo Federico di Anhalt-Bernburg       |                                     |                                                           |                                                     |  |  |       |  |  | Vittorio Amedeo di Anhalt-Bernburg |  |  |                                 |  |
|                                         |                                     | Elisabetta del Palatinato-Zweibrücken                     | Federico del Palatinato-Zweibrücken-Veldenz         |  |  |       |  |  |                                    |  |  |                                 |  |
|                                         |                                     | Elisabetta del Palatinato-Zweibrücken                     | Federico del Palatinato-Zweibrücken-Veldenz         |  |  |       |  |  |                                    |  |  |                                 |  |
|                                         |                                     | Elisabetta del Palatinato-Zweibrücken                     | Anna Giuliana di Nassau-Dillenburg                  |  |  |       |  |  |                                    |  |  |                                 |  |
| Vittorio Federico di Anhalt-Bernburg    |                                     | Elisabetta del Palatinato-Zweibrücken                     |                                                     |  |  |       |  |  |                                    |  |  |                                 |  |
|                                         |                                     | Giorgio Federico di Solms-Sonnenwalde                     | Enrico Guglielmo di Solms-Sonnenwalde               |  |  |       |  |  |                                    |  |  |                                 |  |
|                                         |                                     | Giorgio Federico di Solms-Sonnenwalde                     | Enrico Guglielmo di Solms-Sonnenwalde               |  |  |       |  |  |                                    |  |  |                                 |  |
|                                         |                                     | Giorgio Federico di Solms-Sonnenwalde                     | Maria Maddalena di Oettingen-Oettingen              |  |  |       |  |  |                                    |  |  |                                 |  |
| Sofia Albertina di Solms-Sonnenwalde    |                                     | Giorgio Federico di Solms-Sonnenwalde                     |                                                     |  |  |       |  |  |                                    |  |  |                                 |  |
|                                         |                                     | Anna Sofia di Anhalt-Bernburg                             | Cristiano II di Anhalt-Bernburg                     |  |  |       |  |  |                                    |  |  |                                 |  |
|                                         |                                     | Anna Sofia di Anhalt-Bernburg                             | Cristiano II di Anhalt-Bernburg                     |  |  |       |  |  |                                    |  |  |                                 |  |
|                                         |                                     | Anna Sofia di Anhalt-Bernburg                             | Eleonora Sofia di Schleswig-Holstein-Sonderburg     |  |  |       |  |  |                                    |  |  |                                 |  |
| Federico Alberto di Anhalt-Bernburg     |                                     | Anna Sofia di Anhalt-Bernburg                             |                                                     |  |  |       |  |  |                                    |  |  |                                 |  |
|                                         | Federico Guglielmo I di Brandeburgo | Giorgio Guglielmo di Brandeburgo                          |                                                     |  |  |       |  |  |                                    |  |  |                                 |  |
|                                         | Federico Guglielmo I di Brandeburgo | Giorgio Guglielmo di Brandeburgo                          |                                                     |  |  |       |  |  |                                    |  |  |                                 |  |
|                                         | Federico Guglielmo I di Brandeburgo | Elisabetta Carlotta del Palatinato-Simmern                |                                                     |  |  |       |  |  |                                    |  |  |                                 |  |
| Alberto Federico di Brandeburgo-Schwedt | Federico Guglielmo I di Brandeburgo |                                                           |                                                     |  |  |       |  |  |                                    |  |  |                                 |  |
|                                         |                                     | Sofia Dorotea di Schleswig-Holstein-Sonderburg-Glücksburg | Filippo di Schleswig-Holstein-Sonderburg-Glücksburg |  |  |       |  |  |                                    |  |  |                                 |  |
|                                         |                                     | Sofia Dorotea di Schleswig-Holstein-Sonderburg-Glücksburg | Filippo di Schleswig-Holstein-Sonderburg-Glücksburg |  |  |       |  |  |                                    |  |  |                                 |  |
|                                         |                                     | Sofia Dorotea di Schleswig-Holstein-Sonderburg-Glücksburg | Sofia Edvige di Sassonia-Lauenburg                  |  |  |       |  |  |                                    |  |  |                                 |  |
| Albertina di Brandeburgo-Schwedt        |                                     | Sofia Dorotea di Schleswig-Holstein-Sonderburg-Glücksburg |                                                     |  |  |       |  |  |                                    |  |  |                                 |  |
|                                         |                                     | Federico Casimiro Kettler, duca di Curlandia              | Jacob Kettler, duca di Curlandia                    |  |  |       |  |  |                                    |  |  |                                 |  |
|                                         |                                     | Federico Casimiro Kettler, duca di Curlandia              | Jacob Kettler, duca di Curlandia                    |  |  |       |  |  |                                    |  |  |                                 |  |
|                                         |                                     | Federico Casimiro Kettler, duca di Curlandia              | Luisa Carlotta di Brandeburgo                       |  |  |       |  |  |                                    |  |  |                                 |  |
| Maria Dorotea di Curlandia              |                                     | Federico Casimiro Kettler, duca di Curlandia              |                                                     |  |  |       |  |  |                                    |  |  |                                 |  |
|                                         |                                     | Sofia Amalia di Nassau-Siegen                             | Enrico di Nassau-Siegen                             |  |  |       |  |  |                                    |  |  |                                 |  |
|                                         |                                     | Sofia Amalia di Nassau-Siegen                             | Enrico di Nassau-Siegen                             |  |  |       |  |  |                                    |  |  |                                 |  |
|                                         |                                     | Sofia Amalia di Nassau-Siegen                             | Maria Maddalena di Limburg-Stirum                   |  |  |       |  |  |                                    |  |  |                                 |  |
|                                         |                                     | Sofia Amalia di Nassau-Siegen                             |                                                     |  |  |       |  |  |                                    |  |  |                                 |  |